# Rama Varma XVI
Rama Varma XVI (Thrippunithura, 1858 – Madras, 21 marzo 1932) è stato un principe indiano. È stato Maharaja di Cochin dal 1915 al 1932.

## Biografia
Rama Varma XVI succedette a Rama Varma XV alla sua abdicazione nel 1914 e venne ufficialmente incoronato il 25 gennaio 1915, regnando poi fino alla sua morte. È ricordato per aver concesso il permesso della costruzione di una nuova chiesa con l'assenso reale nella città di Thrissur. Il risultato fu la Basilica di Nostra Signora dei Dolori, una delle più grandi chiese cattoliche dell'India. Rama Varma morì il 21 marzo 1932 a Madras, due mesi dopo la morte del suo predecessore che si era ritirato nel frattempo a vita privata.